# 斯托克蘭 (伊利諾伊州)
斯托克蘭（英語：Stockland）是位於美國伊利諾伊州易洛魁縣的一個非建制地區。該地的面積和人口皆未知。

## 地理
斯托克蘭的座標為40°36′52″N 87°35′34″W / 40.61444°N 87.59278°W，而該地的平均海拔高度為205米（即673英尺）。